# Apiopetalum
Apiopetalum é um género botânico pertencente à família Apiaceae.

## Espécies
- Apiopetalum glabratum Baill.
- Apiopetalum velutinum Baill.